# ایکستاپالوکا
ایکستاپالوکا (به اسپانیایی: Ixtapaluca) از شهرهای کشور مکزیک است که در ایالت ستادو د مخیکو قرار دارد و جمعیت آن طبق سرشماری سال ۲۰۱۰ میلادی ۳۲۲٬۲۷۱ نفر بوده است.